# Flora Duffy
Flora Duffy, född 30 september 1987, är en bermudisk triatlet.

## Karriär
Duffy har deltagit vid OS 2008, OS 2012, OS 2016 och OS 2020. Vid OS 2016 placerade hon sig på åttonde plats och vid OS 2020 tog hon hem guldet. Hon har fått utmärkelsen DBE. Hon har vunnit totalsegern i världscupserien vid fyra tillfällen.